# Gavin Schilling
Gavin Marcel Schilling (Monaco di Baviera, 10 novembre 1995) è un cestista tedesco.